# Chengyu

Chengyu

Chengyu (traditioneel Chinees: 成語; vereenvoudigd Chinees: 成语; pinyin: chéngyǔ; letterlijk: al gevormde taal) zijn een type van Chinese traditionele idiomatische uitdrukkingen, waarvan de meeste uit vier tekens/pictogrammen bestaan, maar soms ook uit meer. Ook vandaag spelen Chengyu een belangrijke rol in Chinese gesprekken en in het onderwijs. Er wordt wel gezegd dat hierin de hele Chinese wijsheid en ervaring wordt samengevat. Of dat zo is, is nog maar de vraag, maar wel kan het een belangrijke bron zijn. 
Sommige chengyu hebben een aanwijsbare (historische) oorsprong. Zij zijn enigszins vergelijkbaar met Nederlandse uitdrukkingen zoals “een Trojaans paard” of een “Achilleshiel”. Een aantal voorbeelden hiervan zijn:
•	(言而無信 yán ér wú xìn). Letterlijk: Spreken, zonder vertrouwen. Figuurlijk: Over een individu die, ondanks wat hij zegt. Niet te vertrouwen is. (Confucius, 551 – 479 voor begin onze jaartelling).

•	(紙上談兵, zhis hàng tán bing). Letterlijk: Militaire taktieken op papier. Figuurlijk: Theoretische discussie, zonder nut in de praktijk. (Generaal Zhao Kuo, gestorven 260 voor onze jaartelling).

•	(負荊請罪, fù jīng qǐng zuì). Letterlijk: Een braam dragen en om vergeving vragen. Figuurlijk: Een nederige verontschuldiging aanbieden. (Generaal Lian Po, 3e eeuw voor onze jaartelling).

•	(指鹿為馬, zhǐ lù wéi mǎ). Letterlijk: Een ree voor een paard houden. Figuurlijk: Opzettelijk verkeerd interpreteren. (Zhao Gao, gestorven 207 voor begin jaartelling).

•	(破釜沉舟 pò fǔ chén zhōu). Letterlijk : Breek de potten en breng de schepen tot zinken. Figuurlijk: Er is geen weg terug. (Generaal Xiang Yu, 232 – 202 voor begin onze jaartelling).

•	(瓜田李下, guā tián lǐ xià). Letterlijk: Meloenveld beneden de pruimen (Je schoenen niet goed aan je voeten doen in een meloenveld of je hoed schoonmaken onder pruimebomen). Figuurlijk: Vermaand de lezer situaties te vermijden waarin hij, hoewel onschuldig, toch verdacht wordt. (Han-dynastie,  202 voor onze jaartelling – 220 na onze jaartelling).

•	(樂不思蜀, le bu si Shu). Letterlijk:  Te vrolijk om aan thuis te denken. Figuurlijk : In vrolijkheid belangrijkere zaken vergeten. (Liu Shan, 207 – 271)).

•	(磨杵成針, mó chǔ chéng zhēn). Letterlijk:  IJzer tot een fijne naald vermalen. Figuurlijk: Volhouden in een moeilijke taak. (Li Bai, 701 - 762) .

•	 ( 醉翁之意不在酒 zuì wēng zhī yì bù zài jiǔ). Letterlijk: De oude dronkaards aandacht is niet gericht op wijn. Figuurlijk: Over de situatie waar iemand iets doet met een goedaardig motief. (Oujang Xiu, 1007 – 1072)

Daarnaast zijn er ook chengyu met een minder aanwijsbare historische oorsprong, zoals:

•	(朝三暮四, zhāo sān mù sì). Letterlijk: Drie in de morgen en vier in de avond zeggen. Figuurlijk: Veranderlijk zijn zonder een wezenlijke oorzaak.

•	(井底之蛙, jǐngdǐzhīwā). Letterlijk: Een kikker op de bodem van een put. Een persoon met een beperkte blik.

•	(守株待兔, shǒu zhū dài tù). Letterlijk: Een boomstronk bewaken om op konijnen te wachten. Figuurlijk: Tevergeefs wachten op een beloning.

•	(畫蛇添足, huà shé tiān zú). Letterlijk: Voeten toevoegen bij het tekenen van een slang. Iets overbodigs doen.

•   (美人遲暮, měi rén chí mù). Letterlijk: schoonheid schemering. Schoonheid verwelkt mettertijd.

Soortgelijke uitdrukkingen zijn ook bekend in het Japans (yojijukugo) en het Koreaans. 